# Françafrique
Françafrique, castellanizado como Franzáfrica o Francáfrica, es una combinación de las palabras France (Francia) y Afrique (África) usada para denotar la relación de Francia con sus antiguas colonias africanas, a veces extendida a las antiguas colonias belgas. El término fue usado de forma positiva por Félix Houphouët-Boigny, presidente de Costa de Marfil, en referencia al crecimiento económico y estabilidad política de ese país. Sin embargo, en la actualidad el término es utilizado en algunas ocasiones para criticar la presunta relación neocolonial entre Francia y sus antiguas colonias africanas. Los críticos afirman que Francia se ha convertido en guardián de sus antiguas colonias africanas, protegiendo de esta manera sus intereses políticos y económicos mientras rescata parte de su identidad perdida y se hace de un "patio trasero" en el continente africano, aprovechando que esos países sufren flagelos como debilidad política e institucional, guerras civiles y terrorismo islámico.
Se especula sobre si Françafrique aún existe. Desde 2012 algunos han mencionado el "regreso de Françafrique".

## Definición del concepto

Países usualmente considerados como parte del África francófona
Países a veces considerados como parte del África francófona
Países no francófonos, pero que son miembros u observadores de la Francofonía

### Origen de la expresión
El término "Françafrique" parece haber sido utilizado por primera vez, de forma positiva, en 1955 por Félix Houphouët-Boigny, presidente de Costa de Marfil, quien fue partidario de mantener una estrecha relación con Francia, mientras accedía a la independencia. Se cree que la estrecha cooperación entre Houphouët-Boigny y Jacques Foccart, consejero principal de política africana en los gobiernos de Charles de Gaulle y Georges Pompidou (1958-1974) contribuyó al "milagro marfileño" del progreso económico e industrial.
El término fue tomado posteriormente por François-Xavier Verschave como el título de su crítica de las políticas francesas en África: La Françafrique, le plus long scandale de la République (Françafrique, el escándalo más largo de la república; ISBN 2-234-04948-2). Verschave y la asociación Survie, de la que fue presidente, reutilizaron la expresión de Houphouët-Boigny para nombrar y denunciar los muchos vínculos ocultos entre Francia y África. Más tarde definió a Françafrique como "la criminalidad secreta en los escalones superiores de la política y la economía francesas, donde una especie de república subterránea se oculta". Dijo que también significa "France à fric" (fric es una palabra de argot para "dinero en efectivo"), y que "En el transcurso de cuatro décadas, cientos de miles de euros malversados de deuda, ayuda, petróleo y cacao o drenados a través de los monopolios importadores franceses, han financiado las redes político-empresariales francesas (todas ellas ramificaciones de la principal red neo-gaullista), los dividendos de los accionistas, las grandes operaciones de los servicios secretos y las expediciones mercenarias". En 1996, en una entrevista para el periódico francés Libération, el presidente de Gabón, Omar Bongo, expresó en relación con su país que "Gabón sin Francia es como un coche sin conductor. Francia sin Gabón es como un coche sin combustible". Dicha frase podría resumir la política de Françafrique.

### Contexto histórico
Cuando el presidente francés Charles de Gaulle volvió al poder en 1958, los movimientos anti-colonización y otras fuerzas internacionales presionaron a Francia para que diera independencia a las colonias francesas en África (excepto Argelia, cuyo estatus estaba separado). Mientras tanto, De Gaulle puso a Jacques Foccart, uno de sus amigos más cercanos, encargado de mantener una dependencia de facto. Por lo tanto, de 1960 a 1974, Jacques Foccart desempeñó la función de asesor principal del gobierno de Francia sobre política africana. Fue reelegido en 1986 por el nuevo Primer Ministro, Jacques Chirac, por dos años. Cuando Chirac ganó la presidencia en 1995, Foccart fue llevado nuevamente al Palacio del Elíseo como consejero. Hasta su muerte Foccart nunca dejó de ser influyente en las relaciones diplomáticas franco-africanas, y se considera comúnmente que él y De Gaulle fueron los padres fundadores de la relación neocolonial entre Francia y África. A lo largo de sucesivos gobiernos franceses hasta Sarkozy, la defensa del "patio trasero" africano, a pesar de la evolución de formas y métodos, siempre ha seguido siendo un alto imperativo estratégico.
Inicialmente, la política de "Françafrique" fue motivada por tres preocupaciones estratégicas:
- Económica: proporcionó y aseguró el acceso a materias primas estratégicas (petróleo, uranio, etc.) y ofreció puntos de inversión preferencial para las empresas multinacionales francesas.
- Diplomática: Mantuvo el declive de Francia como una potencia mundial con una red de países aliados que apoyan el voto de los franceses en las instituciones internacionales.
- Política: Disipó la expansión comunista en África al respaldar regímenes anticomunistas y aumentando la presencia de las bases militares francesas en el continente.

### Países involucrados
Françafrique incluye todo el África francoparlante, es decir, las antiguas colonias francesas y belgas de África: Togo, República Democrática del Congo, Ruanda, Senegal, Costa de Marfil, Camerún, Burundi, Chad, Comoras, Gabón,República del Congo, Burkina Faso, Madagascar, Benín, Túnez, Marruecos, Guinea, Níger, Yibuti, Malí, República Centroafricana, Mauritania y Argelia. También incluye a otros países como Guinea Ecuatorial, donde los franceses ganaron influencia después de la independencia.
No todos los países se ven afectados por Françafrique en la misma medida. En algunos países, las relaciones entre los líderes y las autoridades francesas es bastante cercana mientras que en otros, la influencia francesa es mucho menor.

## Françafrique en acción
Detrás de la política de Françafrique se esconden intereses económicos y geopolíticos franceses. Los países involucrados proveen petróleo y minerales importantes para la economía francesa. Además, compañías francesas tienen intereses comerciales en varios países del continente. Por si fuera poco, los países francófonos de África ayudan a sostener la imagen de Francia como potencia mundial, al brindarle votos de apoyo a las iniciativas francesas en la ONU. En este sentido, mientras era ministro del interior de Francia, François Mitterrand dijo en 1957 que "Sin África, Francia no tendrá historia en el siglo XXI".

### Nivel político
La política de Françafrique ha sido manejada de forma separada desde el Palacio del Elíseo a través de una "célula africana" que opera de forma encubierta mediante contactos personales y una red "subterránea" de espías, militares, grandes empresas, mafiosos y mercenarios, todo ello sin supervisión parlamentaria.
De esta manera, el gobierno francés ha derrocado gobernantes opuestos a sus intereses reemplazándolos por gobernantes afines a sus intereses. Al respecto, el ex ministro de Asuntos Exteriores de Francia Jacques Godfrain dijo una vez: "Un pequeño país [Francia], con una pequeña cantidad de fuerza, podemos mover un planeta debido a [nuestras]... relaciones con 15 o 20 países africanos..."

### Nivel económico
Cuando las antiguas colonias francesas en África obtuvieron su independencia, Francia creó una moneda: el franco CFA, cuyo control fue encomendado a los bancos centrales de los nuevos países. Sin embargo, es Francia quien controla dicha moneda. Según un pacto firmado con la independencia, cada país usuario del franco CFA debía mantener 85% de sus reservas de moneda extranjera en el tesoro francés, pudiendo acceder al 15% restante. De requerirse acceso a un porcentaje superior, se debía pedir un préstamo a Francia, aunque con restricciones.
Además, los países francoparlantes de África están obligados a ofrecer a Francia en primera instancia el derecho a comprar recursos de sus países, así como a ofrecer contratos con el gobierno a compañías francesas en primera instancia.

### Nivel militar
Desde la independencia de varias de esas colonias en 1960, Francia ha intervenido militarmente en el continente más de 30 veces, manteniendo cerca de 9000 efectivos militares en varios países de la región, la mayoría de ellos pertenecientes a misiones de paz de la ONU.
El 14 de julio de 2013, tropas de 13 países africanos marcharon con los militares franceses durante la celebración del día nacional en París por primera vez desde la disolución de las tropas coloniales francesas.

## Françafrique en la actualidad
En julio de 2010, los expresidentes de las naciones francoparlantes en África fueron invitados a almorzar en el Palacio del Elíseo con el entonces presidente galo Nicolas Sarkozy. La invitación ha traído muchas críticas. El presidente Sarkozy dijo que los presidentes africanos fueron invitados porque el día nacional simbolizaba los 50 años de independencia de esos países. La asociación francesa Survie siente que Francia sigue buscando sus propios beneficios, no los de África, a pesar de que el presidente Sarkozy ha ofrecido beneficios de pensiones a todos los exsoldados en sus colonias africanas.
A pesar de que François Hollande (sucesor de Sarkozy en la presidencia gala) repitió la promesa del gobierno anterior de poner fin a Françafrique, las intervenciones militares francesas en Malí, Chad y la República Centroafricana pusieron en duda dicha promesa, hasta el grado de considerarse tales intervenciones como el regreso de la Françafrique.
El 6 de febrero de 2015, Francia puso en marcha AfricaFrance, una fundación dirigida por Lionel Zinsou y respaldada por el Ministerio Francés de Asuntos Exteriores, con el objetivo de "relanzar" la relación entre Francia y África.
A pesar de los esfuerzos de Francia por mantener su influencia en África, dichos esfuerzos están enfrentando competencia por parte de China, que está desarrollando en el continente una estrategia "gana-gana", la cual ha atraído considerable interés en los países africanos, algunos de los cuales han firmado acuerdos de cooperación con China y otros países emergentes en asuntos militares y económicos. Bajo esta estrategia, China invierte en infraestructura bajo condiciones financieras favorables a los países africanos a cambio de acceso a materias primas, con el objetivo de mejorar la calidad de vida de la población de esos países. Con esta estrategia, China espera que las naciones africanas obtengan la suficiente estabilidad para que en esos países se genere una robusta clase media que sirva de mercado a los productos chinos.
En abril de 2025, la delegación de inteligencia parlamentaria publicó un informe sobre los servicios secretos franceses en África. La delegación expresa su preocupación por la reiterada ocurrencia de derrocamientos de regímenes imprevistos, lo que revela una falla en los servicios de inteligencia franceses.